# Нагірний Карабах
Нагі́рний Караба́х (азерб. Dağlıq Qarabağ, вірм. Լեռնային Ղարաբաղ, трансліт. Leṙnayin Ġarabaġ), або Арцах (вірм. Արցախ, трансліт. Arcʿax) — регіон на Південному Кавказі. До вересня 2023 року більшу його частину контролювала невизнана Нагірно-Карабаська Республіка, але після Другої карабаської війни територія повернулася під контроль Азербайджану. Займає східні та південно-східні гірські та передгірські райони Малого Кавказу, разом з Рівнинним Карабахом складає географічну область Карабах.

## Географія

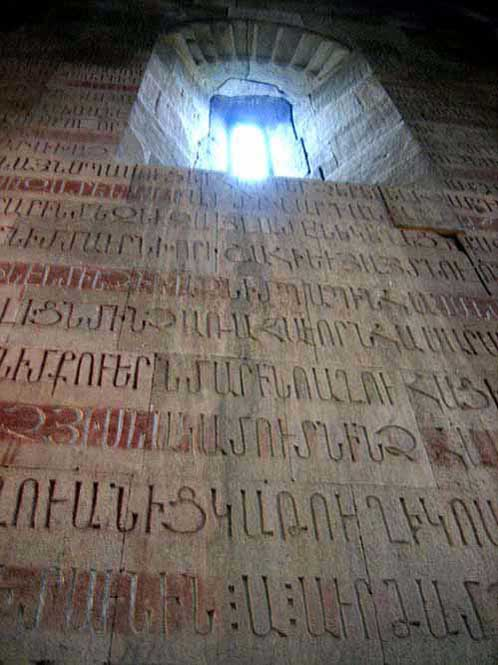
Напис Гасан-Джалала в Гандзасарі давньовірменською мовою

Загальна площа регіону (мається на увазі площа автономної області Азербайджанської РСР) становить 4 400 км². У 1989 році його населення становило 189 тис., переважно вірмен (77 %) та азербайджанців (21,5 %), а також росіян.
Нерідко термін «Нагірний Карабах» вживають щодо Нагірно-Карабаської Республіки, але це неправильно, ще більш неправильно зіставляти її з територією Нагірно-Карабаської автономної області, оскільки ані заявлена, ані фактично контрольовані площі не збігаються.[джерело?]

## Історія
Рішенням Кавбюро ЦК РКП (б) територія Нагірного Карабаху з 94 % вірменського населення була включена у склад Азербайджанської РСР як автономія. Впродовж радянських часів відносна кількість вірмен знизилася з 94 % до 76 %, а азербайджанців збільшилася з 5 % до 23 %. У 1988 році почався конфлікт між Азербайджаном і Вірменією через Нагірний Карабах, коли населена переважно вірменами Нагірно-Карабаська автономна область заявила про свій вихід з Азербайджанської РСР. Регіональний парламент ухвалив рішення про входження до складу Вірменської РСР, напруга в регіоні призвела до сплеску насильства. Під час референдуму у 1991 році 99,89 % виборців проголосували за незалежність Нагірного Карабаху, після чого розпочався відкритий етап війни 1987—1994 рр., наслідком якої є перемога вірмен, утворення невизнаної Нагірно-Карабаської Республіки та підписання в Бішкеку Угоди «Про незастосування зброї», яка діє з 12 травня 1994 року.

### Зіткнення в Нагірному Карабасі (2020)
У вересні 2020 року у Карабасі відновилися бойові дії, зокрема з використанням важкого озброєння. Війна закінчилася поразкою Вірменії. Та за угодою передала територію Азербайджану, повинна визнати територію Азербайджанською і дати дозвіл на побудову дороги з Азербайджана до ексклавного Нахічеваню без блокпостів та перешкод для пересування нею азербайджанцям.

### Повоєнні часи
3 серпня 2022 року Збройні сили Азербайджану провели операцію з взяття під контроль декількох важливих висот у Нагірному Карабасі та завдали, як мінімум, один високоточний удар по позиціях військ невизнаної республіки.
Як повідомило міноборони Азербайджану ці заходи стали відповіддю на дії противника, які здійснили обстріл азербайджанських сил з позицій миротворчого контингенту РФ. У результаті нього загинув один військовослужбовець. Також сили Нагірного Карабаху здійснили спробу захопити панівну висоту під назвою «Киргизька гора» та спробували окопатися.
Але армія Азербайджану відкинула противника з цієї висоти та зайняла інші «важливі панівні висоти» у районі, де зараз проводять облаштування нових позицій. А також завдала ударів по скупченню противника у районі операції, під час яких використовували ударно-розвідувальний дрон Bayraktar TB2.
19 вересня 2023 року, Азербайджан почав військову операцію на території Нагірного Карабаху. Вже наступного дня, 20 вересня, керівництво Нагірно-Карабаської Республіки погодилось вивести військових, розформувати та повністю роззброїти формування армії оборони Нагірного Карабаху.
24 вересня 2023 року, 120 тис. вірмен Карабаху, планували виїхати до Вірменії, побоюючись етнічних чисток. Станом на 27 вересня, до Вірменії повернулася третина населення НКР (42,5 тис. осіб).
28 вересня 2023 року, «влада» Нагірного Карабаху оголосила про припинення існування невизнаної республіки, а вже 8 листопада 2023 року, в місті Ханкенді (колишній Степанакерт) відбувся військовий парад азербайджанської армії.
1 січня 2024 року НКР офіційно перестала існувати.

## Населення
До вересня 2023 року в регіоні проживали переважно вірмени. Етнічні азербайджанці, які до війни становили близько чверті населення регіону, втекли з Карабаху (як і з Вірменії), а з решти території Азербайджану були змушені втікати етнічні вірмени. 
Станом на 20:00, 29 вересня 2023 року, за повідомленням речниці премʼєр-міністра Вірменії, з Нагірного Карабаху до Вірменії виїхали 98625 людей.
Станом на ранок 30 вересня 2023 року, за повідомленням речниці премʼєр-міністра Вірменії, кордон Вірменії перетнули 100417 мешканців Нагірного Карабаху, тобто понад 80 % населення регіону.

## Галерея

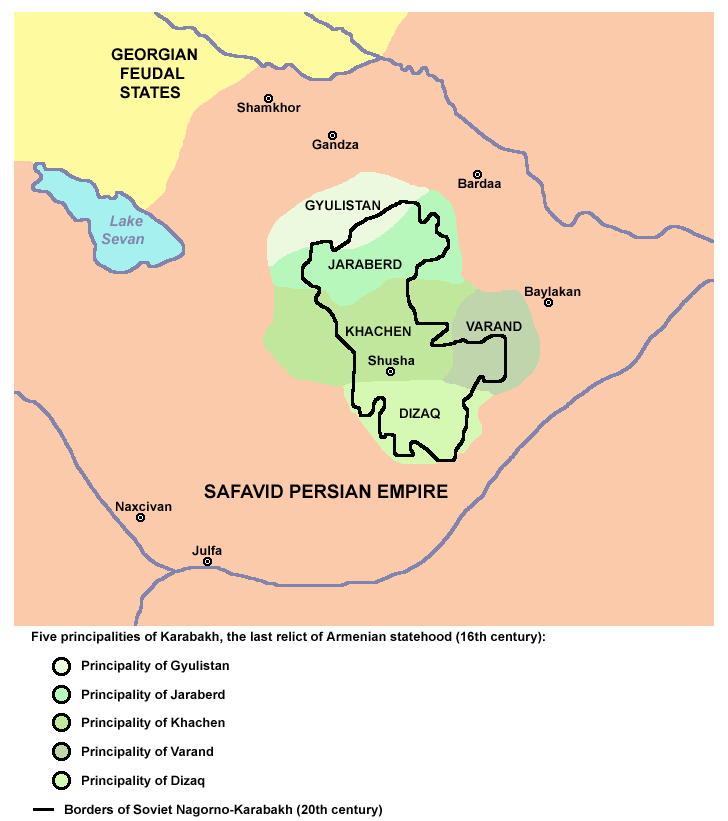
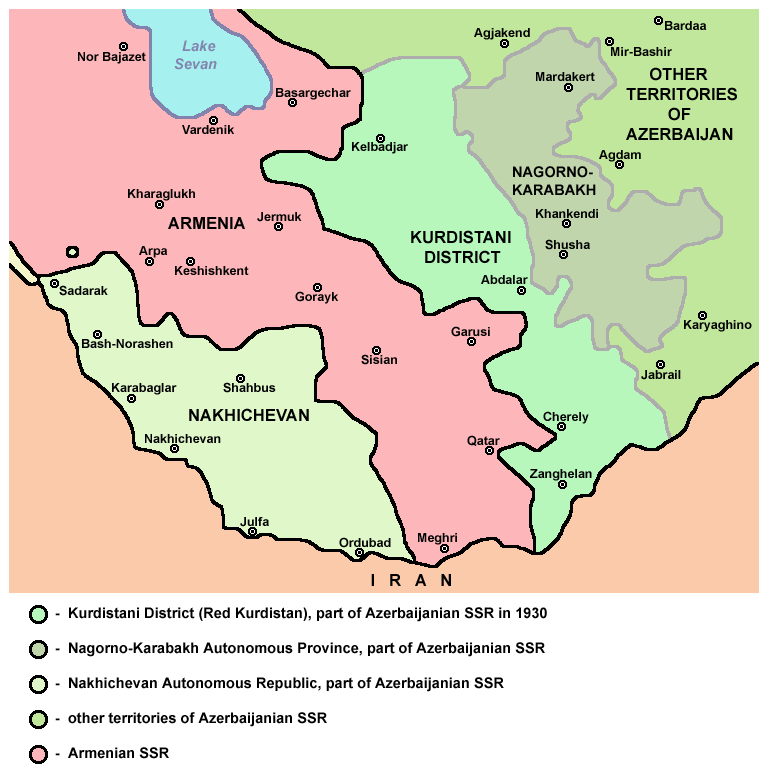
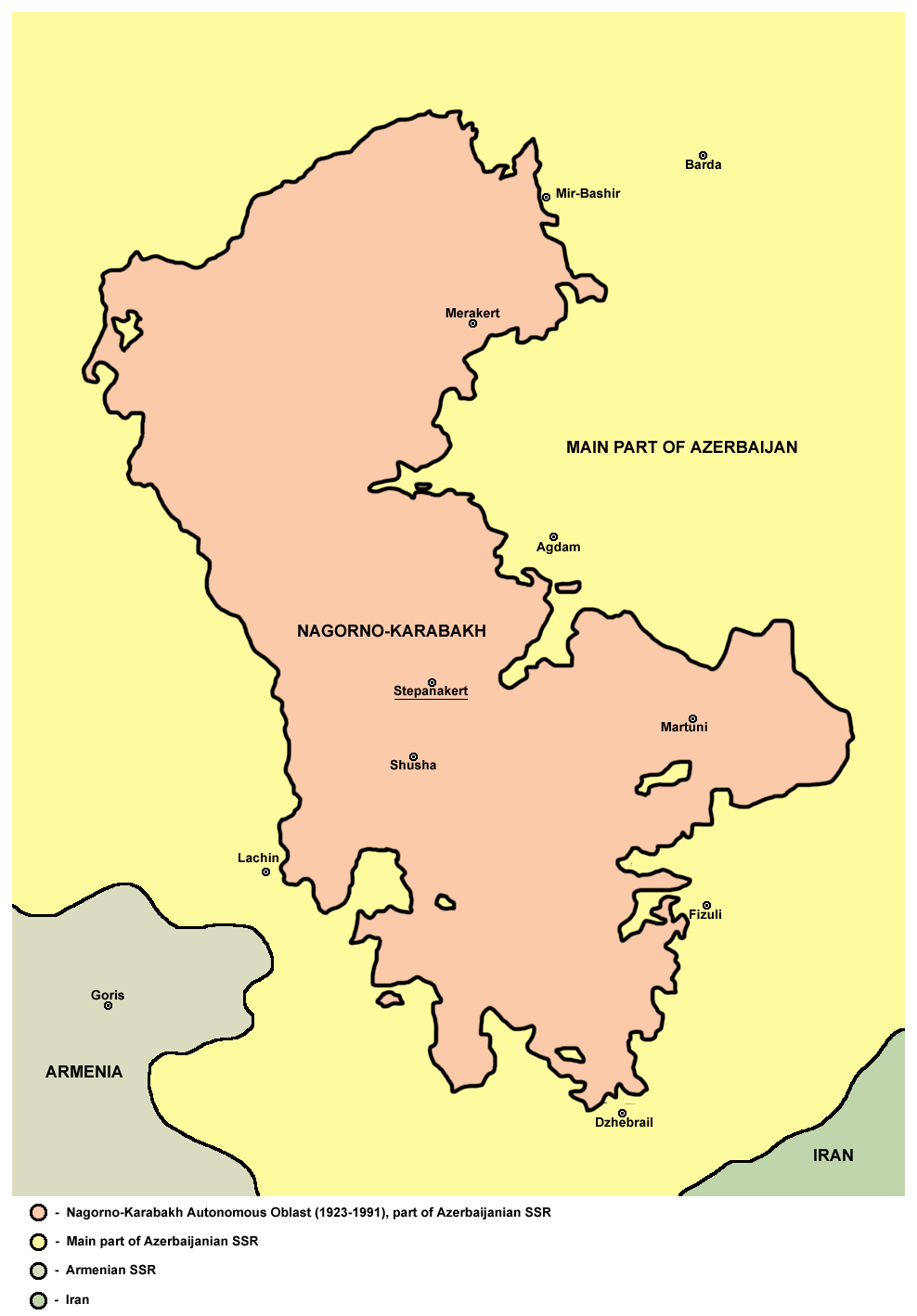
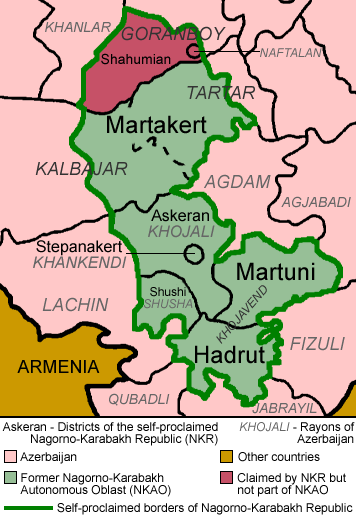
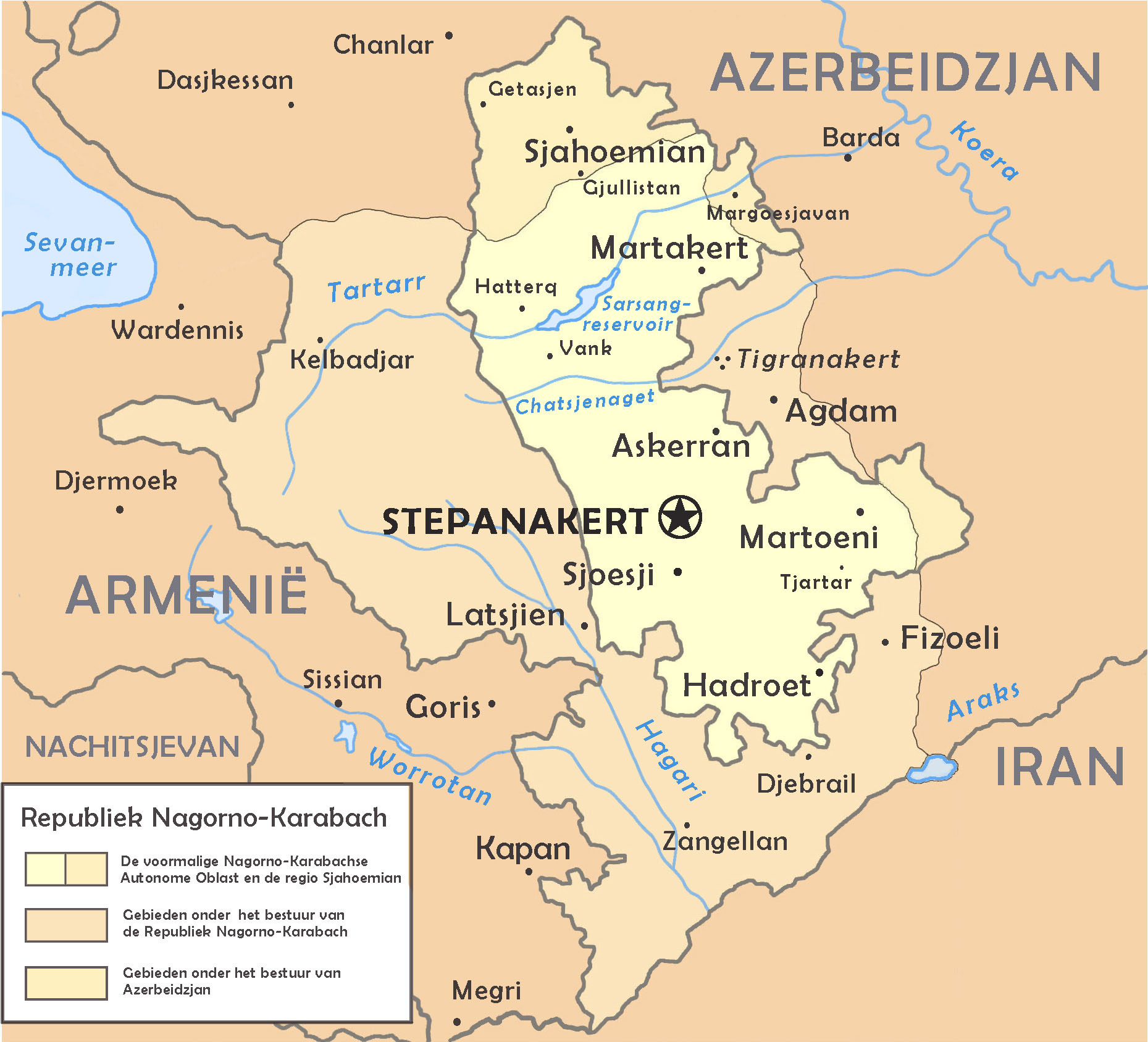
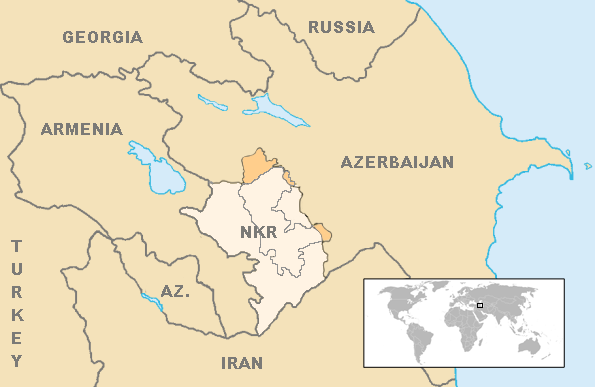